# 出口アヤ
出口 アヤ （でぐち アヤ）は、日本の実業家、経営コンサルタント。国際セルフエステアカデミー代表理事。セルフエステメソッドの創始者。美容健康業界を活動拠点に、美容や健康、心理学・コミュニケーション術に関するセミナーや講演・著述活動を行っている。著書は翻訳版をいれて6冊出版。

## 人物・来歴
東京都生まれ。中学校ではバレーボール部に所属。高校時代は、モデルとして芸能活動を開始。その後タレントとしても活動し、地方のレギュラー番組やCMにも出演。21歳の時に父親を突然死で亡くした経験から、心と身体に興味を持ち、美容と健康に関する様々な技術をマスターする。年会費600万円の会員制エステティックサロンで店長を経験した後、麻布十番でエステティックサロンを開業。27年間で20,000人以上を施術。400名以上のプロセラピストを養成。アロマセラピーを始め、リフレクソロジー、東洋医学、気功、心理学など、多くの技術を習得し応用。女性誌やメディアで注目されるに至る。しかし、2011年に発症した手の持病により、施術者の道を断念。自分自身で美と健康を維持するとする、セルフエステ技術を確立。講座開講3ヶ月で400名以上の受講者が出るなどした。
また、相手への印象を決めるのは、言語情報以外の「ノンバーバルコミュニケーション」が重要であるとの観点に立ち、表情を豊かにし顧客とのリレーションを強化できるとする“表情コミュニケーション術”は、女性起業家を始め、経営者やセールスマンなど多くのビジネスマンらに支持された。
セミナーや講演・著述活動などのイベント事業をはじめ、サロン経営の総合プロデュースや、女性起業家のブランディング構築などコンサルティング事業を手がける。その他、化粧品プロデュース（セルフラブ・オールインワンラメラマサージジェル）や、美顔器（造顔筋マチュア）の監修、韓国での出版、中国でのセミナー開催など、海外展開にも注力。月額会員制のコンテンツ配信事業なども行う。著書は計6冊がある。
新しいメソッド、『Natural leadingメソッド』を提唱。カウンセリング事業を本格的にスタート。
Amebaオフィシャルブロガーで、ブログでは美容心理学の専門家として美容と心理学に関する発信を行う。

## 著書
- 『見違えるほど美人になるセルフエステ』（三笠書房）
- 『お金と人を呼ぶ表情（かお）』（KKベストセラーズ）
- 『30秒セルフエステでオンナを磨く』（三笠書房）
- 『30秒セルフエステでオンナを磨く』（韓国出版）
- 『お肌つるつる電動シリコン洗顔ブラシ BOOK』（宝島社）
- 『ビジュアルでわかりやすい 30 秒セルフエステでオンナを磨く』（三笠書房）

出典

## 雑誌
- 『ゆほびか』2019年11月、12月号（マキノ出版）[14]